# Ari (football, 1980)
Pour les articles homonymes, voir Ari.
Arivaldo Alves dos Santos, né le 19 novembre 1980 à Santo Antônio de Jesus (Brésil), est un footballeur brésilien.